# 巴伐利亚选侯国
巴伐利亚选侯国（德語：Kurfürstentum Bayern）是神圣罗马帝国内部一个独立的世袭选帝侯国，国祚从1623年持续到1806年，并在其后被提升为巴伐利亚王国。
选侯国最早是由维特尔斯巴赫王朝的幼系分支所统治的巴伐利亚公国，该支系在1777年还继承了家族长系分支的普法尔茨选侯国。长系分支的族长，即普法尔茨行宫伯爵，是神圣罗马帝国内根据1356年金玺诏书确立的七大选帝侯之一，但是幼系分支的族长即巴伐利亚公爵则不是。1621年，普法尔茨选帝侯腓特烈五世被处以帝国制裁令，以惩罚他参与了波西米亚人叛乱，该叛乱旨在反对神圣罗马帝国皇帝斐迪南二世。帝国制裁令剥夺了腓特烈五世的选帝侯地位，将其权利，与对上普法尔茨的统治权，一并交与对皇帝保持忠诚的幼系分支族长，即巴伐利亚选帝侯马克西米利安一世。尽管威斯特伐利亚和约最终恢复了腓特烈五世的儿子的普法尔茨选帝侯地位，但马克西米利安一世及他的的后裔能继续保有已继承的选帝侯地位，直到1777年幼系分支绝嗣。幼系绝嗣后，维特尔斯巴赫王朝的长幼两系终于重新统一，巴伐利亚与普法尔茨两个选侯国也形成了共主邦联，直到神圣罗马帝国解散。1805年签署的普雷斯堡和约将原先的选帝侯马克西米利安升格为巴伐利亚国王，称巴伐利亚国王马克西米利安一世，而而神圣罗马帝国则在翌年宣布解散。

## 地理
巴伐利亚选侯国的领土包括了现代上巴伐利亚，下巴伐利亚和上普法尔茨州的绝大部分领土，在1779年之前还包括了如今属于奥地利的因河河谷。在选侯国内部，有相当数量的独立飞地和司法管辖区，包括了地处上普法尔茨的普法尔茨-诺伊堡公国和普法尔茨-苏尔茨巴赫公国，他们也是维特尔斯巴赫家族的分支；还包括了弗莱辛、雷根斯堡、帕绍三个主教采邑，和帝国自由城市雷根斯堡。为了方便管理，巴伐利亚于1507年分成了4个二级行政区: 慕尼黑、布格豪森、兰茨胡特和施特劳宾。三十年战争后，安贝格成为了第五个二级行政区。1802年，首相蒙特格拉斯撤销了这些行政区。1805年，就在升格为王国前夕，蒂罗尔州和福拉尔贝格州内的一些飞地也重新回到巴伐利亚的统治当中。

## 特权
作为选帝侯，巴伐利亚选帝侯是帝国议会中选侯会议的成员，同时也是神圣罗马帝国名义上的大司膳；他还在1657-1658，1740-1742，1745，1790和1792年保有薩克森選帝侯未能履职的帝国总管称号。在1777年与普法尔茨选侯国形成共主邦联之前，巴伐利亚选帝侯在帝国议会中是完全独立的。在帝國行政圈的体制中，巴伐利亚选帝侯与萨尔茨堡大主教共同担任巴伐利亚行政圈的领袖，统领着巴伐利亚地区的领土（其中占主导地位的正是选帝侯统治的领土）。巴伐利亚选帝侯在士瓦本行政圈内也保有领土。1777年，巴伐利亚选侯国的领土与普法尔茨选侯国的领土合并（包括普法尔茨选侯国，于利希和贝尔格大公国，普法尔茨-诺伊堡，普法尔茨-苏尔茨巴赫，普法尔茨-威登的领土以及其他一些领土）。

## 历史

### 三十年战争
当选帝侯马克西米利安一世于1597年继承巴伐利亚公国时，公国正深受债务问题与社会动荡的困扰，但在十年充满热情的统治后，公国有了显著的改变。财政和司法系统被重组，一个由公务员和国民卫队组成的阶级开始形成，还获得了几个小地区的统治权。其结果便是产生了一个统一且富有秩序的公国，馬克西米利安公爵證明自己是德意志最果斷、最有能力的君主，他成功剝奪其境內封建貴族的政治權力，建立一種絕對君主制，又把稅收增加一倍。公国的繁荣使马克西米利安一世能够在1609年將舊教的德意志諸侯組織起來，成立「舊教同盟」，與新教同盟激烈的對立之後，他終在三十年战争大展拳脚：在战争的初期阶段，組織起2.4萬傲視群邦的強大軍隊，成功从1356年维特尔斯巴赫王朝分家以来一直由长系分支持有的上普法尔茨和选帝侯的地位。尽管其后形势有变，马克西米利安一世仍得以在1648年签署威斯特伐利亚和约中保住了他的战果。但整个巴伐利亚，尤其是北部地区，在三十年战争中遭到了严重的破坏。1632年瑞典人的入侵，以及1647年马克西米利安一世对乌尔姆条约的违背，都使得巴伐利亚的土地饱受法国人和瑞典人的蹂躏。在主持了某种程度上的修复后，选帝侯于1651年在英戈尔施塔特逝世，留下了一个空前强盛的公国。三十年战争中得到的上普法尔茨使巴伐利亚各个领地更为紧凑；选帝侯的地位大大增强了巴伐利亚的影响力，公國成為神聖羅馬帝國數十年內最強大的純種德意志邦國。这使得公国得以在欧洲政治内部冲突中扮演一个举足轻重的角色，而这在过去的四百年中都未曾有过。

### 君主专制时期

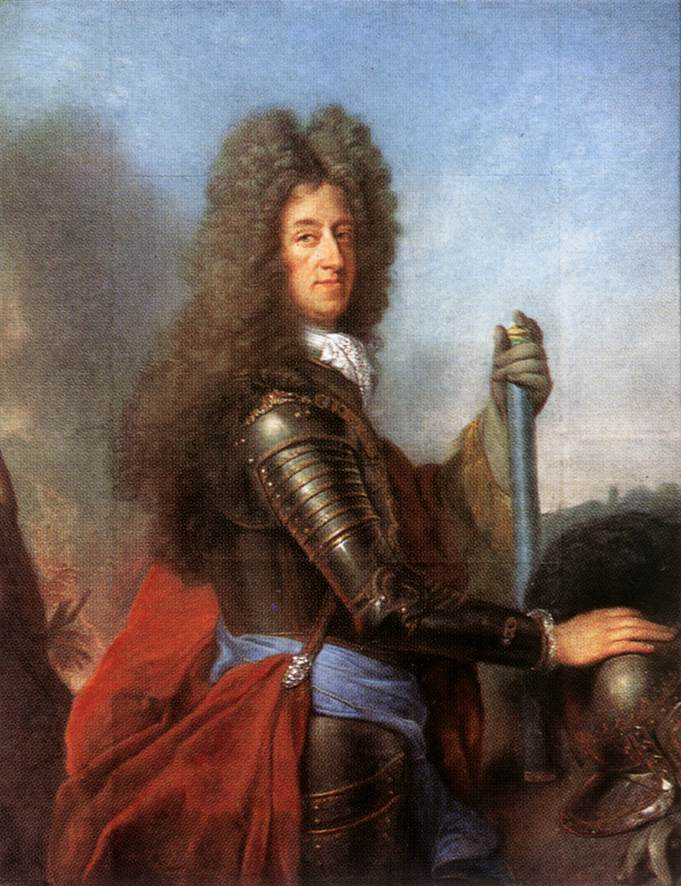
马克西米利安二世·伊曼纽尔

不管马克西米利安一世为巴伐利亚赢得了多么崇高的国际地位，巴伐利亚选侯国本身的发展在接下来的两个世纪中都是值得怀疑的。马克西米利安的儿子，斐迪南·玛利亚（1651-1679），作为一个年少即位的选侯，做了很多实际的努力来修复三十年战争所造成的创伤，包括鼓励农业和工业的发展，同时新设或重建众多的教堂和寺院。此外，在1669年，他更是再度从1612年就暂停的召开议会；但他為了節省經費而解散或大幅縮小父親建立的常備軍，卻對其國際地位之發展有不良影響。
但是斐迪南·玛利亚的成就很大程度上被他的儿子马克西米利安二世·伊曼纽尔（1679-1726）抹杀了。马克西米利安二世充满野心，一即位就重建一支八千人的常備軍，並将巴伐利亚选侯国拖入与奥斯曼帝国的战争中，證明自己是一個出色的統帥。他还在西班牙王位继承战中加入了法国一方，卻为此付出了巨大的代价。他的军队于1704年8月13日在靠近多瑙河畔赫希施泰特的地方战败（详见：布伦汉姆战役）；伊尔贝斯海姆条约的签署，使得巴伐利亚的领土在相当一段时间内被普法尔茨选侯国与奥地利瓜分，再受尽战火蹂躏后才通过于1714年签署的巴登条约归还给他；同时期发生的巴伐利亚农民暴动，或被称为森德灵血腥圣诞节，也于1706年被奥地利占领军镇压。
马克西米利安二世的儿子，查理·阿尔布雷希特（1726-1745），即后来的神圣罗马帝国皇帝查理七世，并没有吸取父亲的教训，反而穷尽毕生精力去提升维特尔斯巴赫家族幼系及巴伐利亚选侯国在欧洲的声望和权力。前任皇帝查理六世的死给了他机会：他有1.4萬人的常備軍並与法国结盟，推翻了确保哈布斯堡女继承人玛丽亚·特蕾西娅受1713年签署的国事诏书确保的继承权，更与法国一起出兵征服了上奥地利。他还在布拉格被加冕为波西米亚国王，并于1742年，在法兰克福加冕成为神圣罗马帝国皇帝，称查理七世。然而，他付出了巨大的代价：其軍力完全比不上（重建後）超過13萬的哈布斯堡軍，故巴伐利亚由奥地利军队完全占领；尽管擁兵10萬的普鲁士国王腓特烈二世于1744年入侵波西米亚的行动使他得以重回慕尼黑。查理七世于1745年1月20日去世，他的继任者不得不作出巨大的让步才可以恢复巴伐利亚的领地。
马克西米利安三世·约瑟夫（1745-1777）透过1745年4月22日签署的菲森和约，重获巴伐利亚的领地，条件是承认国事诏书及玛丽亚·特蕾西娅的继承权。马克西米利安三世深受启蒙思想影响，在他的统治下，巴伐利亚极力鼓励农业、工业的发展与矿产资源的开发，在慕尼黑建立巴伐利亚人文及科学院，并停止了对耶稣会教士出版物的封锁。1777年12月30日，巴伐利亚选帝侯马克西米利安三世·约瑟夫去世，没有留下任何合法的子嗣。于是选侯国被维特尔斯巴赫王朝长系的普法尔茨选帝侯卡尔·泰奥多尔继承。 在经历了长达四个半世纪的分裂后，维特尔斯巴赫王朝长幼两支终于统一。于利希和贝尔格大公国的领土随后也被合并入选侯国。

### 普法尔茨-巴伐利亚

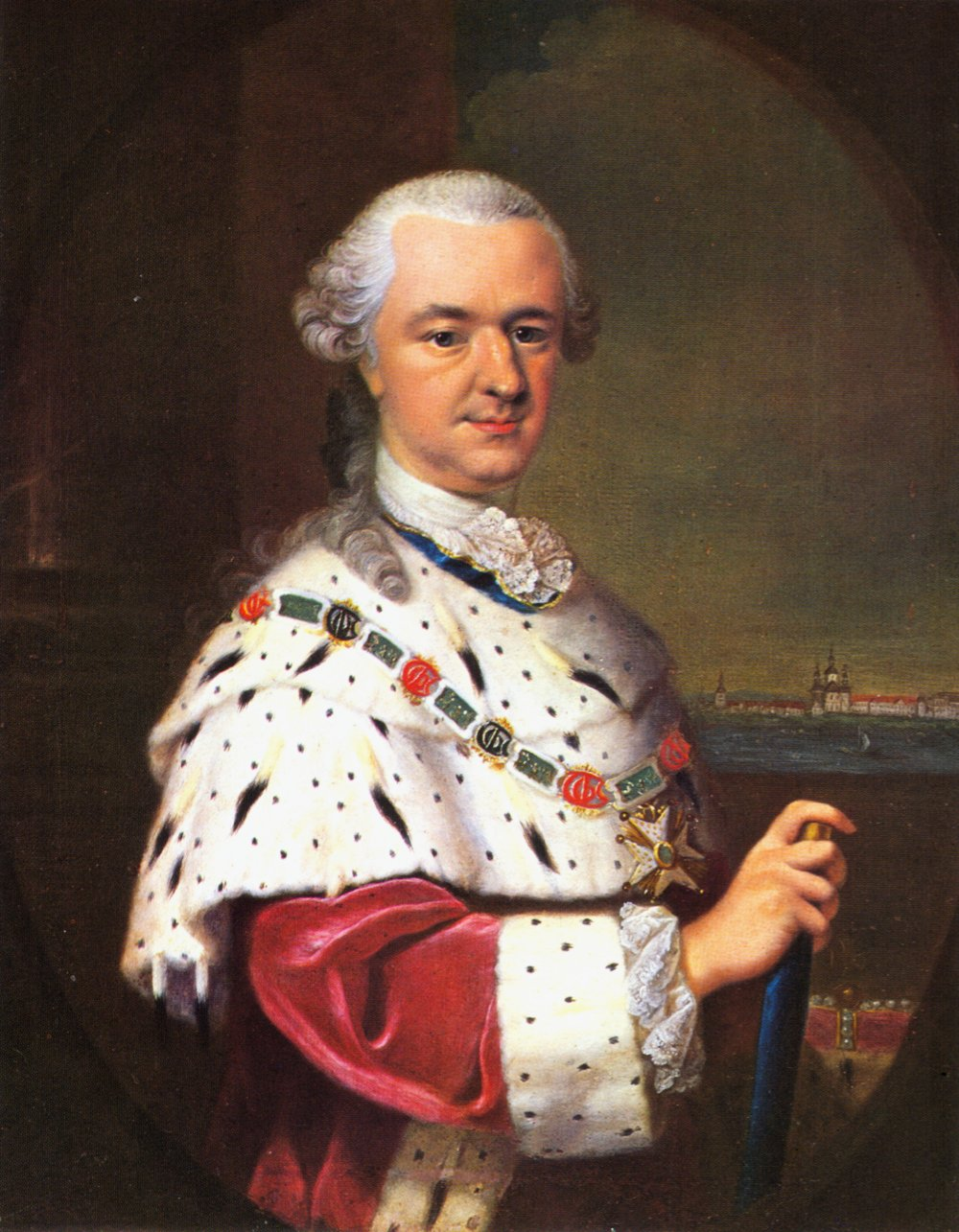
卡尔·泰奥多尔

奥地利无法忍受另近这个野心十足的邦国通过继承提升自己的实力，于是提出对巴伐利亚境内一些领土的要求。奥地利认为这些领土是原先属于波西米亚、奥地利以及神圣罗马帝国皇帝的。奥地利军队迅速占领了这些领土。选帝侯卡尔·泰奥多尔默认了奥地利的行动，因为没有合法子嗣的他想通过与奥地利进行利益交换来确保自己的私生子们能继承一些小公国。在普鲁士的支持下，卡尔·泰奥多尔的继承人，茨魏布吕肯公爵查理二世发动了叛乱，引发了巴伐利亚王位继承战争。1779年5月13日签署的切申条约确保了查理二世的继承权，但也迫使巴伐利亚将因河河谷割让给奥地利。
选帝侯卡尔·泰奥多尔对巴伐利亚并不感兴趣，而是想方设法为他的私生子女们谋取领地。巴伐利亚王位继承战争后，他再次试图以巴伐利亚交换奥属尼德兰，并从皇帝那里获得勃艮第国王的头衔，但因普鲁士的干预终未能如愿。在其他方面，开明的国内政策的被废弃：那些马克西米利安三世·约瑟夫用来改革教育系统的预算被用来资助医院骑士团；政府宣传最狭隘的教权主义，并最终导致巴伐利亚主教叙任权回到了教皇手上。在法国大革命前夕，巴伐利亚的社会状况甚至倒退回到中世纪的水平。

### 法国大革命与拿破仑时期

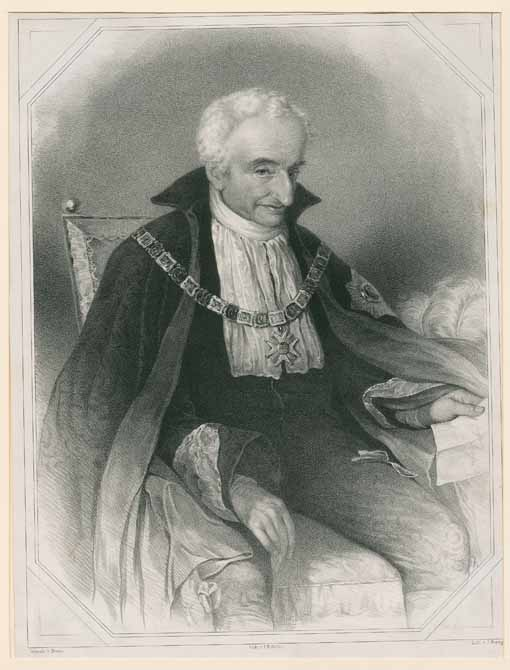
蒙特格拉斯

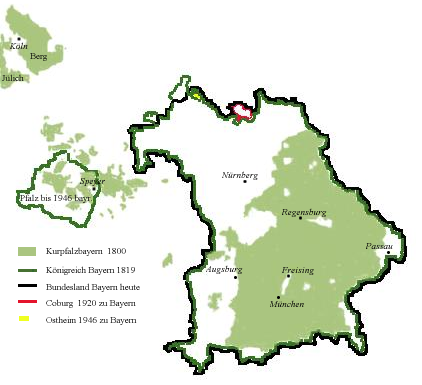
1778年的巴伐利亚选侯国与1816年的巴伐利亚王国

1792年法国大革命爆发，革命军占领了普法尔茨；1795年，法国人在让·维克多·莫罗的带领下入侵巴伐利亚，并一路进军到慕尼黑，受到被长期镇压的自由主义者的欢迎，同时革命军开始围攻因戈尔施塔特。选帝侯卡尔·泰奥多尔没有进行任何抵抗，就逃到了萨克森，留下了一个摄政议会。1796年9月7日，摄政议会的成员与莫罗签订了停战条约，得到了巨大的利益。
随着革命的席卷，位处在法国和奥地利的巴伐利亚处境艰难。在卡尔·泰奥多尔于1799年2月16日去世前，奥地利军队再次占领了巴伐利亚，准备与法国重新开战。茨魏布吕肯的马克西米利安四世约瑟夫继承了选帝侯与巴伐利亚这个烫手山芋。尽管选帝侯本人与他才华横溢的首相马克西米利安·冯·蒙特格拉斯做出了许多努力，巴伐利亚军队的无序和混乱使他无可奈何，只能将选侯国的命运交于奥地利手中；1800年12月2日，巴伐利亚军队参与了霍亨林登战役，与奥地利军队一同惨败，莫罗又一次占领了慕尼黑。根据战役后签署的吕内维尔条约（1801年2月9日），巴伐利亚丧失了普法尔茨、茨魏布吕肯和尤利希的土地。
鉴于奥地利宫廷展现出几乎毫不掩饰的野心和阴谋，蒙特格拉斯认为与法兰西共和国合作更符合巴伐利亚的利益；他成功说服了选帝侯，并于8月24日在巴黎与法国签署了一个同盟条约。根据这一条约，第一执政（即拿破仑·波拿巴）承诺，巴伐利亚在吕内维尔条约中割让的莱茵河左岸领土应该由巴伐利亚人决定归属。（参见de Martens, Recueil, vol.vii. p.365）
1803年，由于拿破仑对主教领和帝国自由城市的镇压，巴伐利亚接收了维尔茨堡、班贝格、奥格斯堡和弗赖辛根各主教领的领土，帕绍的一部分，十二个修道院，十七个城市和乡村的领地，形成了一个紧凑的领土，远远超过了其在莱茵河外围省份的损失。蒙特格拉斯现在渴望将巴伐利亚提升成为一流的欧陆强国，他在整个拿破仑战争时代以高超的技巧追求这个目标，允许法国肆虐整个欧陆—只要拿破仑能维持下去—但绝不同意将巴伐利亚的地位置为一个法国的附庸，就像莱茵邦联一样。
根据1805年9月23日在维尔茨堡签署的联盟条约，巴伐利亚部队自查理七世时代以来首次与法国并肩作战。12月26日，埃施塔特公国（Eichstädt），布尔高藩侯国（Burgau），福拉尔贝格领地（Vorarlberg），霍亨慕斯伯国（Hohenems），柯尼塞格-罗滕费尔斯伯国（Königsegg-Rothenfels），阿根（Argen）和特南（Tettnang）领地，以及林道市的领土都划归巴伐利亚。另一方面，1803年获得的维尔茨堡将被割让给萨尔茨堡选侯国，以换取蒂罗尔。法国-巴伐利亚条约的第一条即是拿破仑承认选帝侯为巴伐利亚的国王。马克西米利安为此付出的代价是勉强同意将他的女儿奥古斯塔嫁给了欧仁·德·博阿尔内。

### 巴伐利亚选侯国的结局
1806年1月1日，马克西米利安宣布自己为国王，称巴伐利亚国王马克西米利安一世，正式将巴伐利亚选侯国升级为巴伐利亚王国。1806年3月15日，他把贝尔格公国交给了拿破仑。此后不久，莱茵邦联成立，马克西米利安与其他决定参与邦联的君主宣布脱离神圣罗马帝国。